# Бокудэн-рю
Бокудэн-рю (яп. 卜伝流) — древняя школа кэндзюцу и дзюдзюцу, классическое боевое искусство Японии, основанное в XVI веке знаменитым мастером фехтования по имени Цукахара Бокудэн

## История
Школа Бокудэн-рю была основана в XVI веке знаменитым мастером фехтования по имени Цукахара Бокудэн (1498—1571). В те времена основатель стиля был известен под званием кэнго («мастер фехтовальщик»). Он совершил три муся сюгё, путешествуя по всей Японии, благодаря чем сделал своё имя. Ему приписывают создание школы Касима Синто-рю (хотя ни одного дэнсё с указанием данного факта не сохранилось).
Название «Бокудэн-рю» стиль получил благодаря племяннику Цукахары по имени Исии Бокуя. Именно он записал устные традиции (кудэн) своего дяди (в некоторых манускриптах школа упоминается под именем Синто-рю Бокудэн-рю). От Исии руководство над школой перешло в руки мастера Исихара Исибэя Ёсийэ, ставшего 3-м хранителем традиций Бокудэн-рю. На протяжении нескольких поколений стиль оставался и практиковался в семье Ёсийэ до тех пор, пока не был передан Хара Иёноками Нюдо.
13-й сокэ школы, Аояма Банрюкэн Нариёси, внёс серьёзный вклад в развитие и формирование дзюдзюцу как части учебной программы Бокудэн-рю. Аояма служил самураем в феодальном поместье семьи Мидзуно и обучался под руководством Симидзу Дзироэмона. Однако в какой-то промежуток времени семья Мидзуно потеряло свои земли и статус, из-за чего Банрюкэн Нариёси стал ронином и перебрался в Мацусиро, где открыл собственный додзё. Будучи практикантом Сэкигути-рю дзюдзюцу Аояма приобщил техники невооружённой борьбы к программе обучения Бокудэн-рю. Данный раздел стал неотъемлемой частью школы. на то время стиль Аояма Бокудэн-рю состоял из таких дисциплин, как кэндзюцу, содзюцу, бодзюцу, коси но мавари и торитэ. Яри было добавлено Ято Бокурюкэном, коси но мавари добавил Суга Сэйтаро, а торитэ — Хара Хэйма. После Аоямы руководство над школой перешло к Ято Бокурюкэну.
В 1932 году Уэно Такаси Тэнсин получил мэнкё кайдэн и вместе с ним все свитки школы от своего учителя, Намба Синпэя, 18-го хранителя традиций Бокудэн-рю. Конкретно Уэно Такаси унаследовал следующие документы:
- Бокудэн-рю Моногатари;
- Га Мокуроку (состоит из трёх свитков);
- Бокудэн-рю Дзюдзюцу (два свитка);
- Монгаи Фусюцу Содэн но Маки;
- Бокудэн-рю Хидэн Сюкан.

Последний документ, Бокудэн-рю Хидэн Сюкан, является оригинальным свитком, который Ята Бокурюкэн получил от Аоямы Банрюкэна в 1802 году.
По состоянию на 2014 год школа Бокудэн-рю входит в состав организации Нихон Кобудо Кёкай. Текущим хранителем традиций стиля является Каминага Сигэми, который получил вручную переписанные копии всех свитков школы.

## Генеалогия
Линия передачи школы Бокудэн-рю выглядит следующим образом:
- Тэнсин Сё;
- Иидзаса Тёи Нюдо;
- Цукахара Тоса-но-ками;

1. Цокухара Бокудэн Такамото, основатель Синто-рю;
2. Исии Бокуя, начал именовать стиль как Бокудэн-рю;
3. Исихара Итибэй Ёсийэ;
4. Исихара Хэйнай Иэтада;
5. Исихара Кинбэй Тадатика;
6. Хара Иё-но-ками Нюдо;
7. Наваносикибу Масааки;
8. Ямагути Санпэй Сигэаки;
9. Акино Годзаэмон Тадахиса;
10. Янагисава Хёэмон Сигэхиса;
11. Акэно Иуэмон Тадахиса;
12. Симидзу Дзироуэмон Цугисигэ;
13. Аояма Банрюкэн Нариёси, добавил в программу обучения школы техники дзюдзюцу;
14. Ята Бокурюкэн Токухиро;
15. Ядзима Гэннидзаэмон Сигэхиро;
16. Маэдзима Сукэносин Хисатоси;
17. Окумура Ёсихиса Такатада;
18. Намба Синпэй Бокусай;
19. Уэно Такаси Тэнсин, получил мэнкё кайдэн в 1932 году;
20. Каминага Сигэми, текущий сокэ.